# The Colour in Anything
| Recensione       | Giudizio |
| ---------------- | -------- |
| sentireascoltare | (7.8/10) |

The Colour in Anything è il terzo album in studio del cantautore e produttore britannico James Blake, pubblicato nel 2016.

## Tracce
1. Radio Silence – 4:00
2. Points – 3:31
3. Love Me in Whatever Way – 5:03
4. Timeless – 4:22
5. f.o.r.e.v.e.r. – 2:40
6. Put That Away and Talk to Me – 3:57
7. I Hope My Life (1-800 mix) – 5:40
8. Waves Know Shores – 2:55
9. My Willing Heart – 4:02
10. Choose Me – 5:38
11. I Need a Forest Fire (feat. Bon Iver) – 4:17
12. Noise Above Our Heads – 5:03
13. The Colour in Anything – 3:33
14. Two Men Down – 6:01
15. Modern Soul – 5:32
16. Always – 5:04
17. Meet You in the Maze – 4:55